# Трабуль

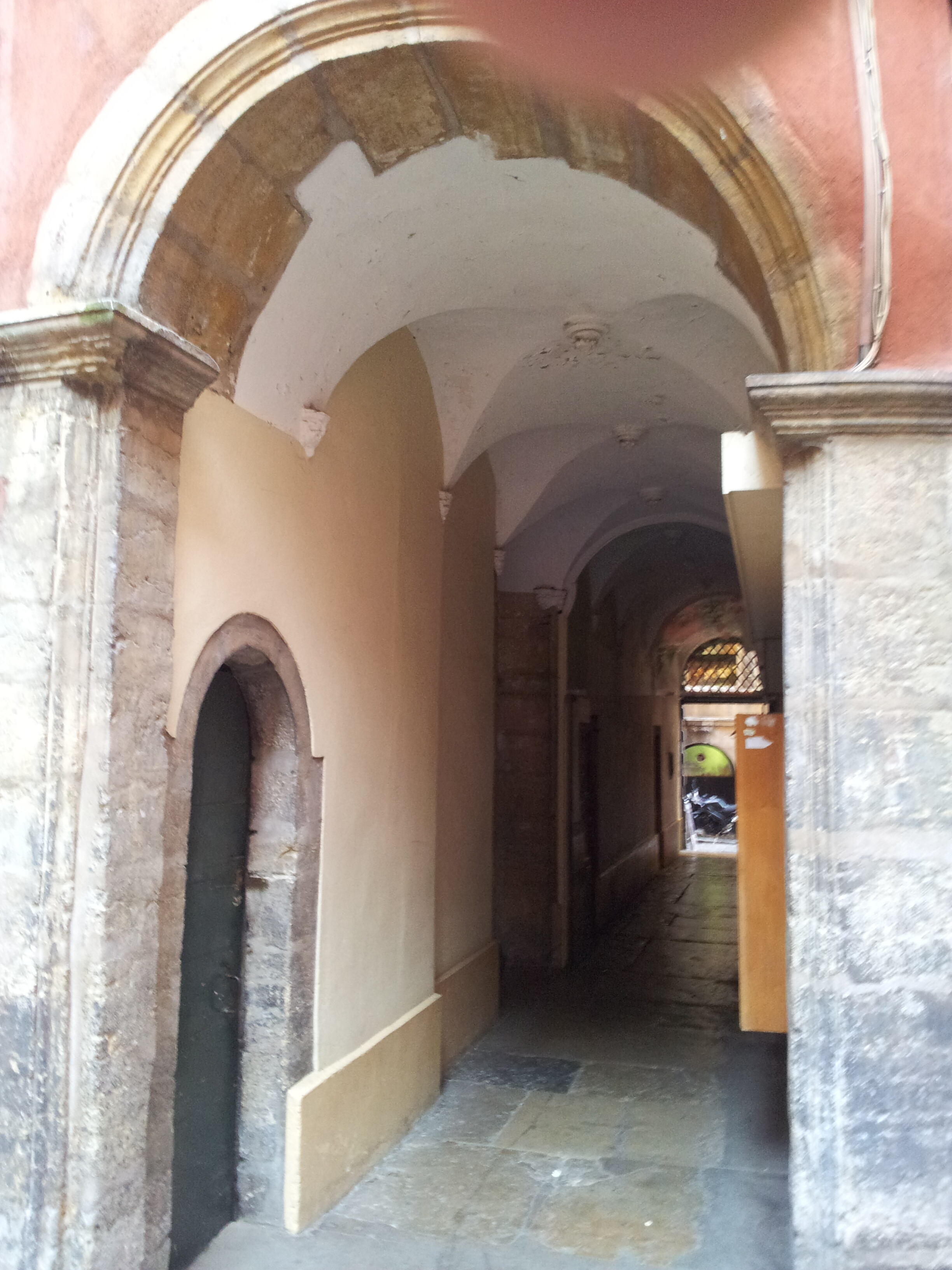
Лионская трабуль

Трабу́ль (фр. traboule) — в некоторых городах Франции, прежде всего — в Лионе, пешеходный проход сквозь квартал, позволяющий попасть с одной улицы на другую или из одного здания в другое. Иногда трабуль представляют собой просто узкий коридор внутри здания или проход между зданиями, но иногда это сложное архитектурное сооружение с лестницами (порой состоящими из нескольких пролётов), крытыми галереями и т. д.

## Этимология
Трабуль — диалектальное лионское слово. Происходит от диалектального же глагола trabouler (пересекать), которое в свою очередь происходит от вульгарного латинского trabulare, от классического латинского transambulare (значение то же).

## История
Время появления первых трабулей достоверно не известно.
Известно только, что в IV веке столица Галлии Лугдунум, как в то время называли Лион, как и вся Империя, находится в глубоком кризисе. Из-за того, что акведуки перестают работать, проживать и дальше на прежнем месте (на вершине холма, который позднее назовут Фурвьером) становится невозможно. Жители вынуждены перебираться к подножию холма — на берег реки Соны, из которой можно брать воду. Дома строятся по обеим сторонам двух параллельных улиц, а для прохода с одной улицы на другую и для доступа к воде в домах делаются трабули. Однако эта гипотеза не основывается ни на каких письменных источниках, а представляет собой лишь попытку реконструкции происходивших полторы тысячи лет назад событий.
Позднее, когда питьевую воду стали брать преимущественно из колодцев, а сами колодцы делать во внутренних дворах домов, трабули стали обеспечивать доступ к колодцам для жителей соседних домов.
Некоторые трабули представляют собой просто коридор, в который ведут двери из жилых помещений. В отдельных случаях существуют несколько входов в трабули — одни для знати, другие — для черни (как, например, у трабули в доме № 24 по улице Сен-Жан (фр.  24, Rue St Jean).
После начала массовой застройки в XIX веке холма Круа-Русс, где размещались мастерские по производству шёлка и жили ткачи, трабули стали также выполнять роль наиболее прямого пути с холма к центру города — здесь они представляли собой не только коридоры, но и лестницы. Даже когда в 1862 году на Круа-Руссе открылся первый в мире фуникулёр, который позволял без усилий добраться на вершину холма, спускаться вниз всё равно предпочитали по трабулям.
Во времена нацистской оккупации во время Второй мировой войны трабули стали хорошим подспорьем для бойцов Сопротивления, позволяя быстро и скрытно передвигаться по городу.

## Трабули сегодня
Трабулями знамениты прежде всего старые кварталы Лиона (Круа-Русс, Прескиль, Старый Лион), где существуют около пятисот трабулей, связывающих 230 улиц. Но трабули есть также в старых кварталах городов Безансон, Вильфранш-сюр-Сон, Марсель, Нант, Сент-Этьен, Шамбери и других, хотя в некоторых из перечисленных городов они могут носить другое диалектное имя.
Некоторые лионские трабули являются общедоступными проходами, однако другие являются частной собственностью. Для того чтобы сделать эту часть исторического наследия города доступной, между городскими властями и многими собственниками подписаны соглашения, согласно которым город берёт на себя часть расходов по освещению, уборке и ремонту трабулей, а собственники за это обеспечивают беспрепятственный доступ к трабули в оговоренное время (обычно — с 7:00 до 19:00 или до 20:00).

## Некоторые из наиболее известных лионских трабулей
Длинная трабуль (фр. Longue traboule) — как явствует из названия, самая длинная из существующих ныне трабулей. Она пересекает четыре внутренних двора и четыре здания. Вход в трабуль — в доме № 54 по улице Сен-Жан (фр. 54, Rue Saint-Jean), выход — в доме № 27 по улице Бёф (фр. 27, Rue du Boeuf).
Трабуль Розовой башни (фр. Traboule de la Tour Rose) — трабуль в районе Старый Лион; в её состав входит красивая башня розового цвета, внутри которой находится винтовая лестница. Вход в трабуль находится в доме № 16 по улице Бёф (фр. 16, Rue du Boeuf).
Двор ворасов (фр. Cour de Voraces) — вероятно, самая известная трабуль на склонах холма Круа-Русс в здании постройки 1840 года. Представляет собой открытую 6-пролётную лестничную галерею, соединяющую дом 9 по площади Кольбер (фр. 9, Place Colbert) с домом 14 на подъёме Сен-Себастьян (фр. 14, Montée de Saint-Sébastien) и с домом 29 по улице Имбер-Коломес (фр. 29, Rue Imbert-Colomès).

## Фотогалерея

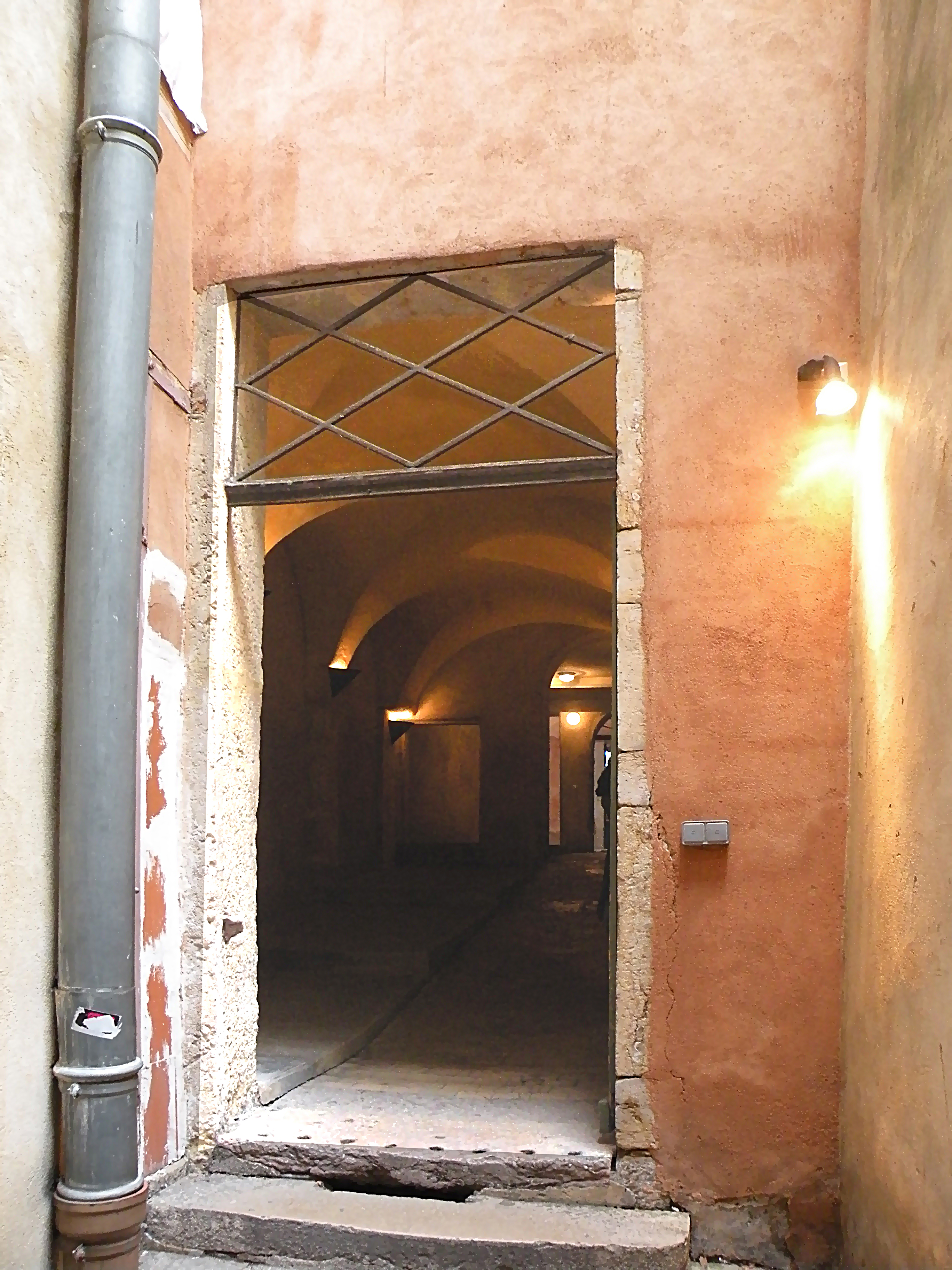
Вход в Длинную трабуль со стороны улицы Бёф
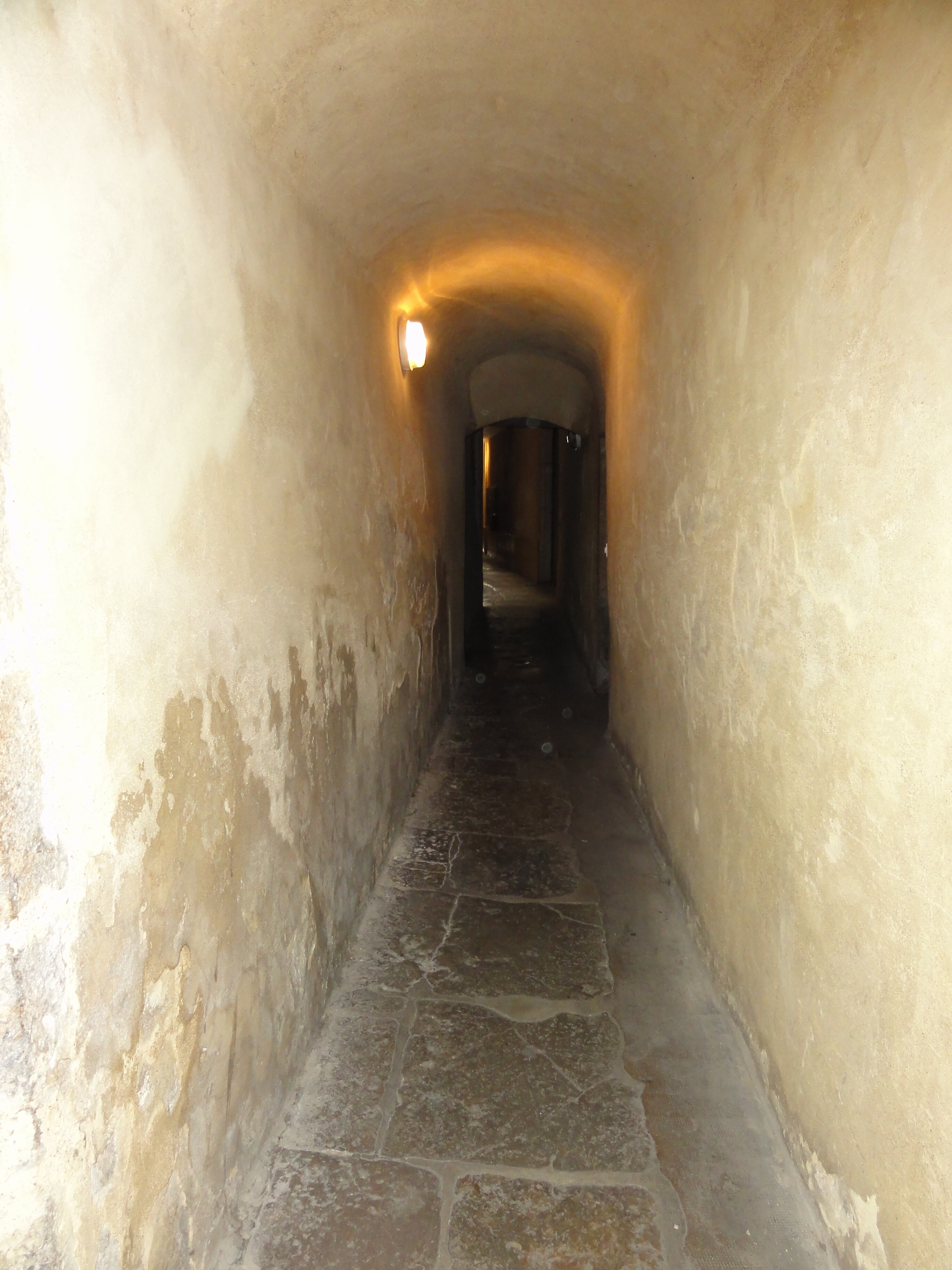
Длинная трабуль
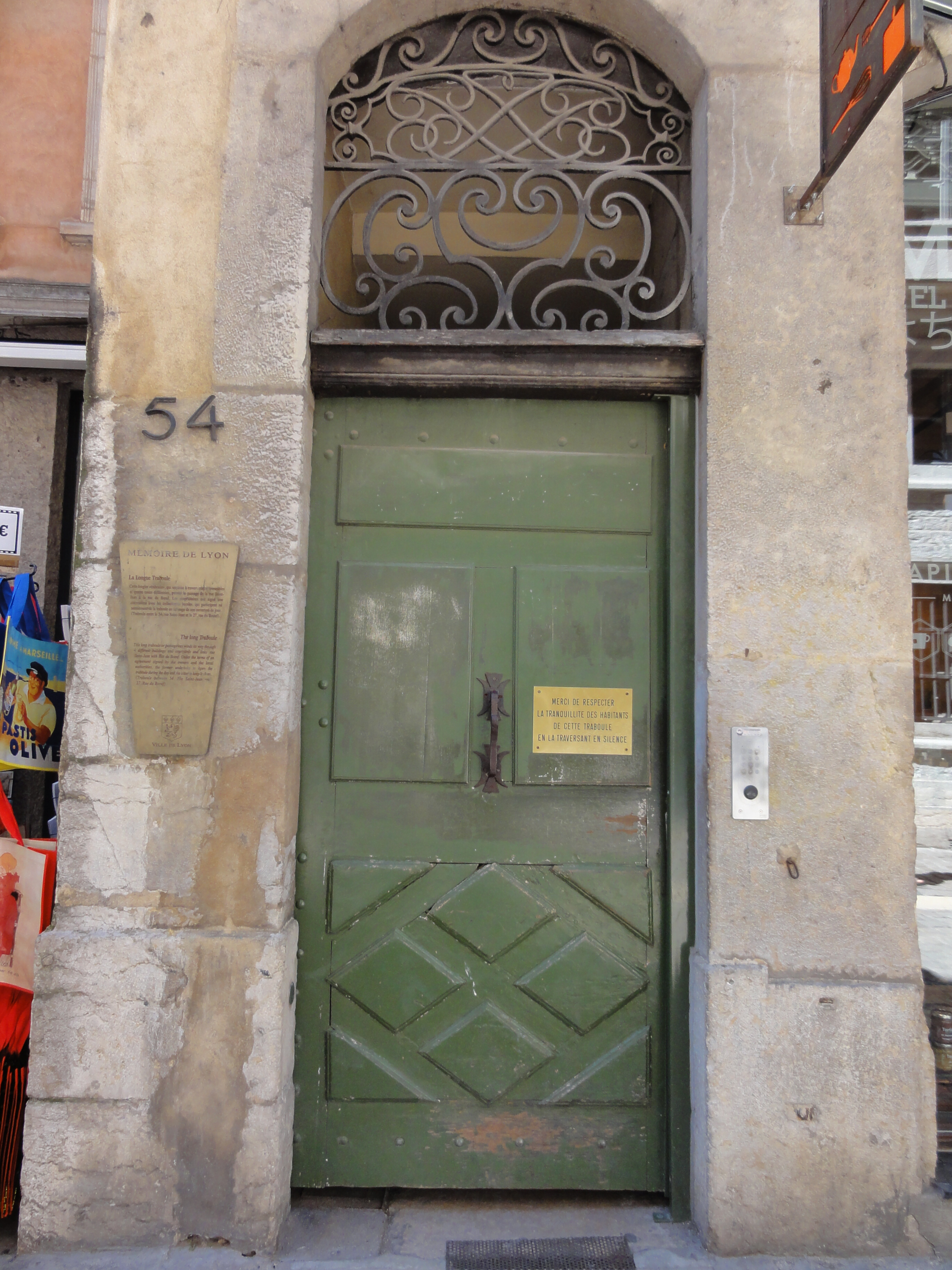
За этой дверью скрывается Длинная трабуль
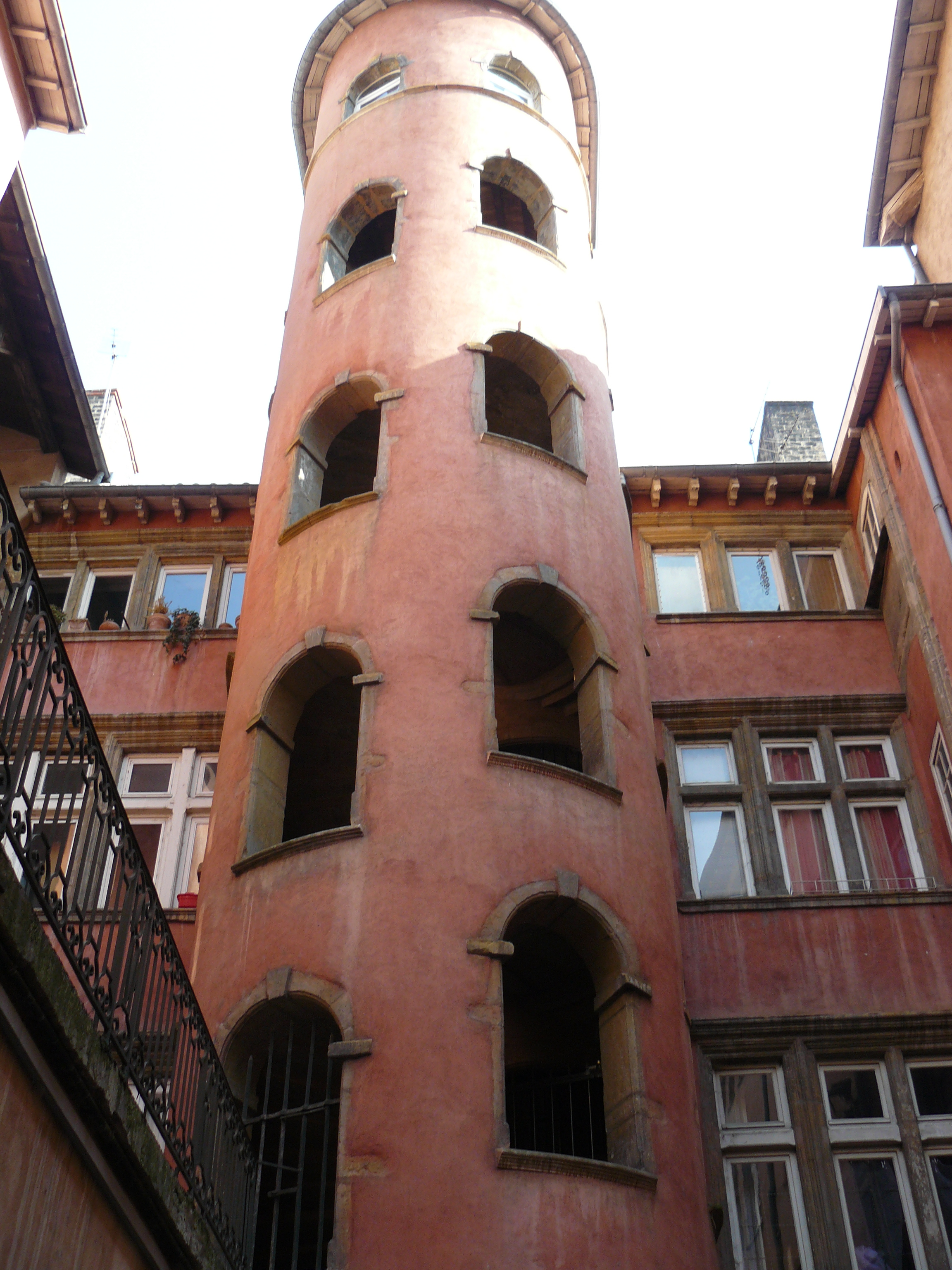
Трабуль Розовой башни
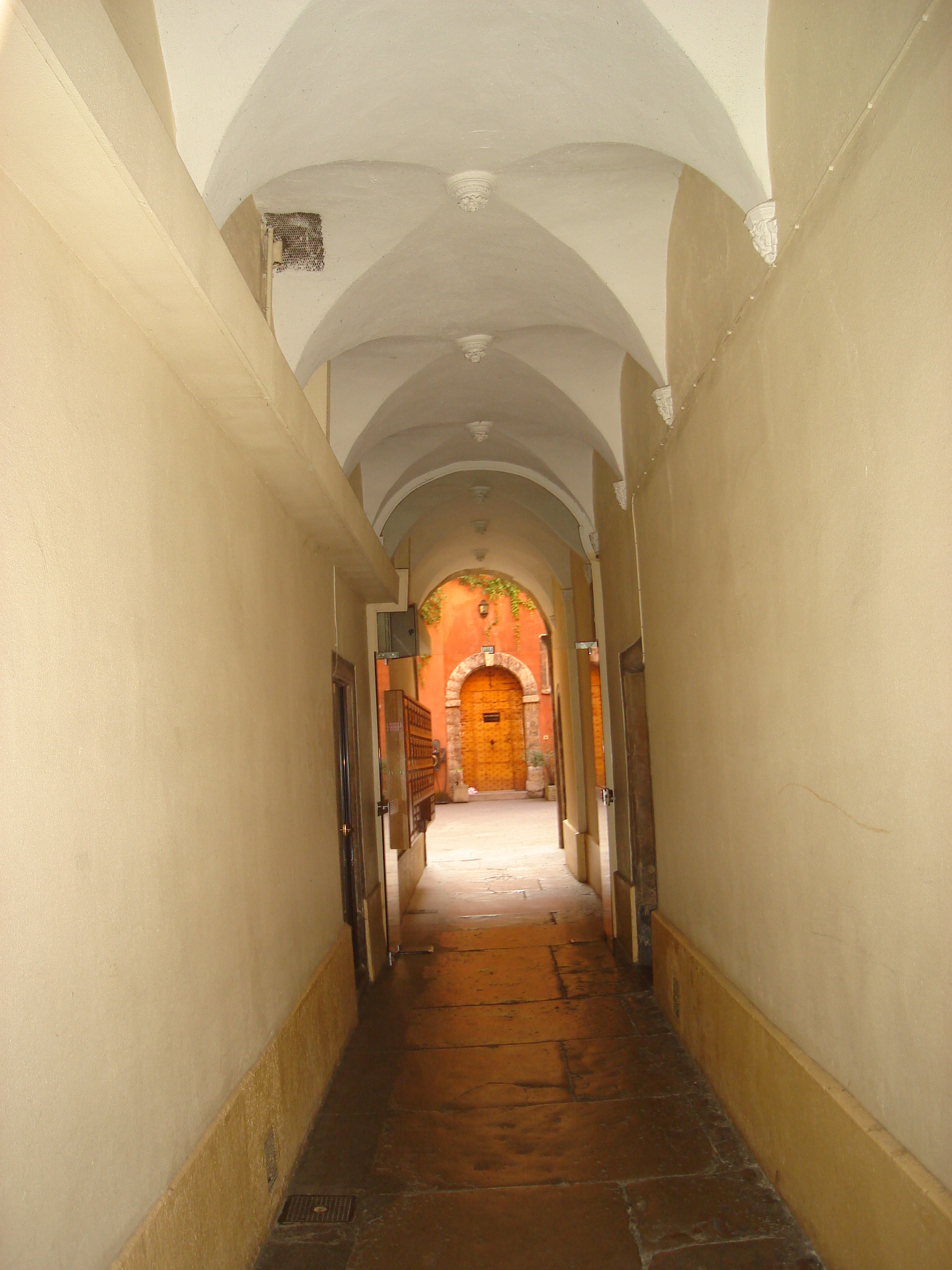
Трабуль Розовой башни
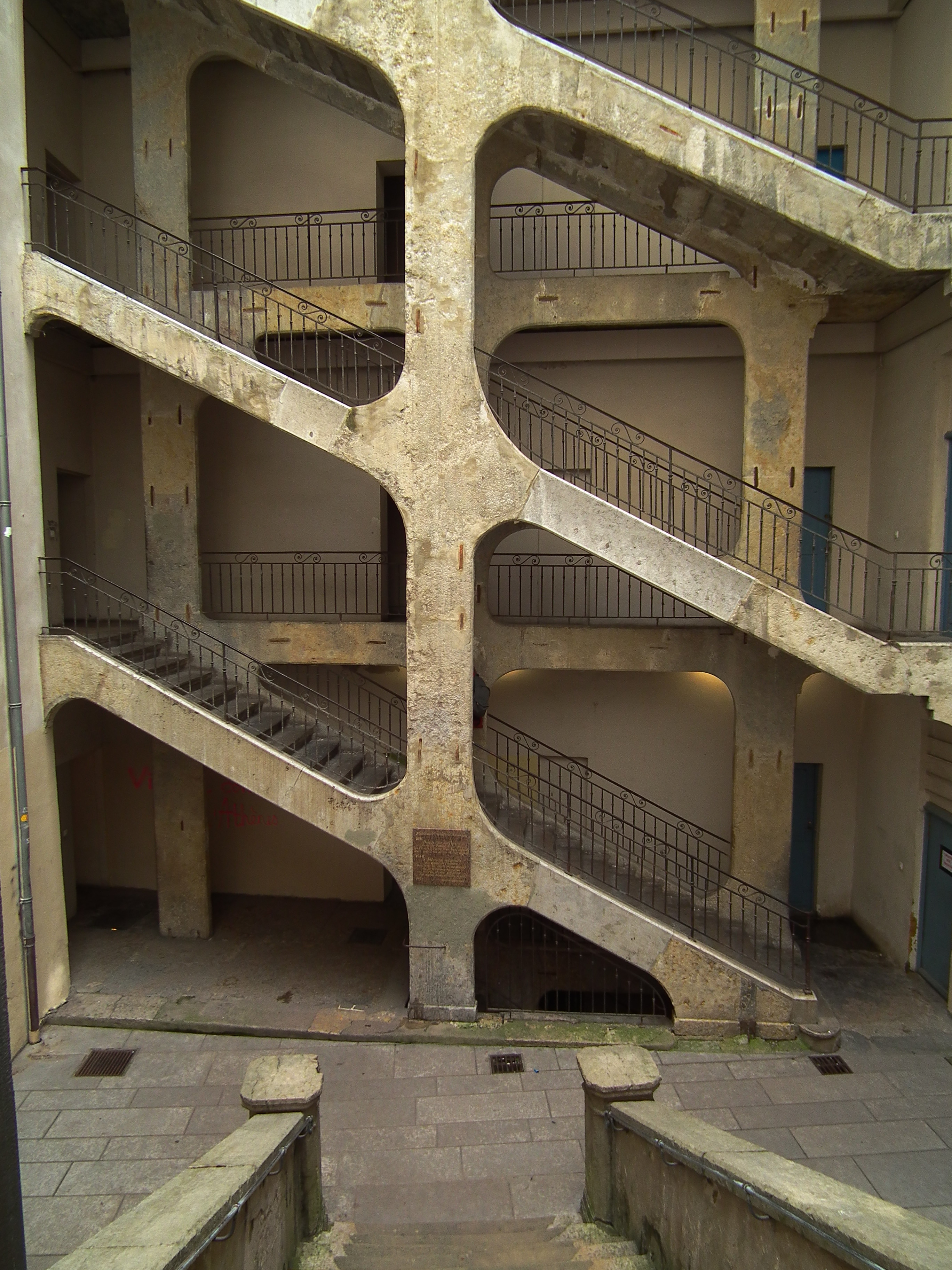
Двор ворасов
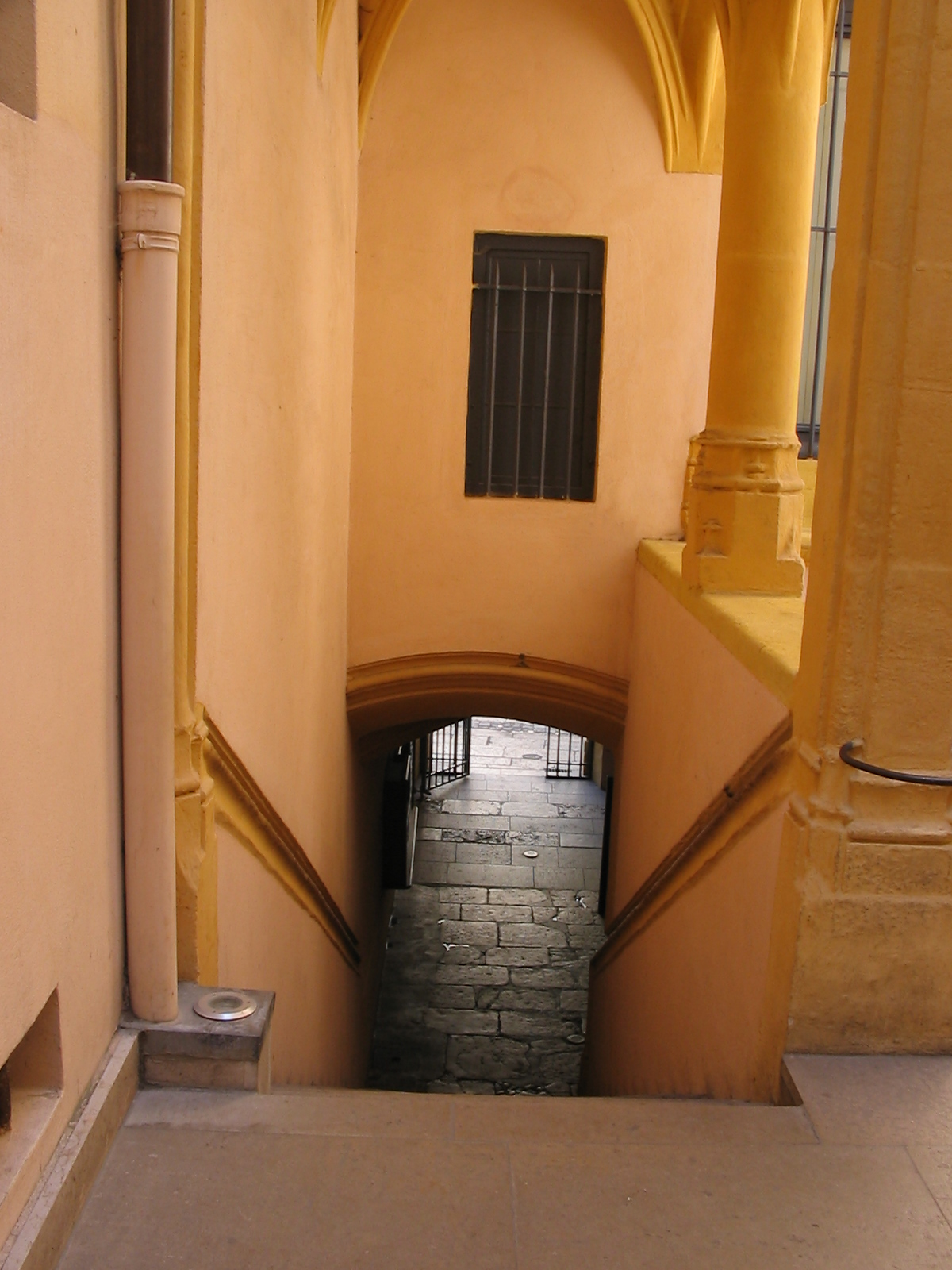
Лионская трабуль
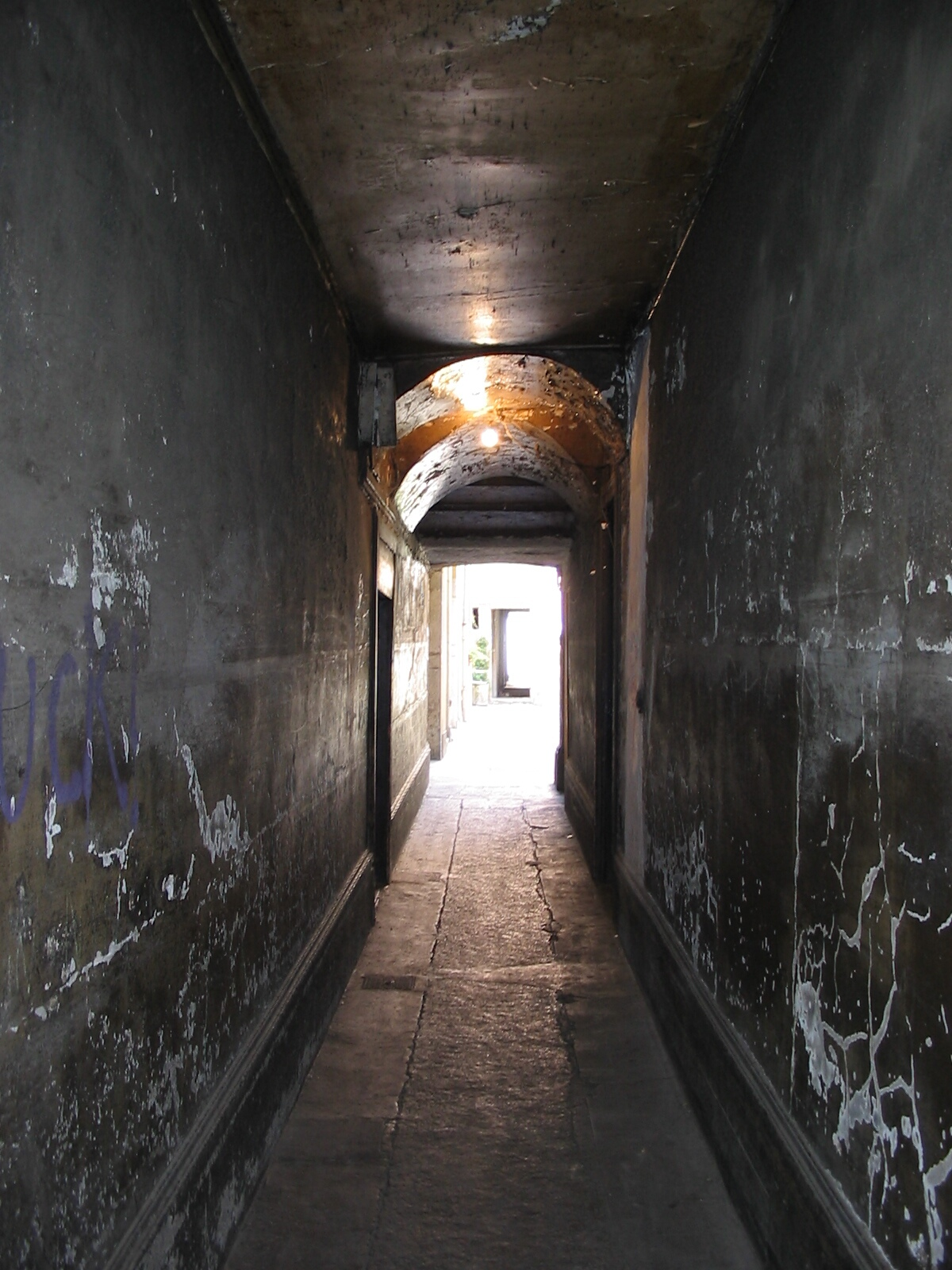
Лионская трабуль
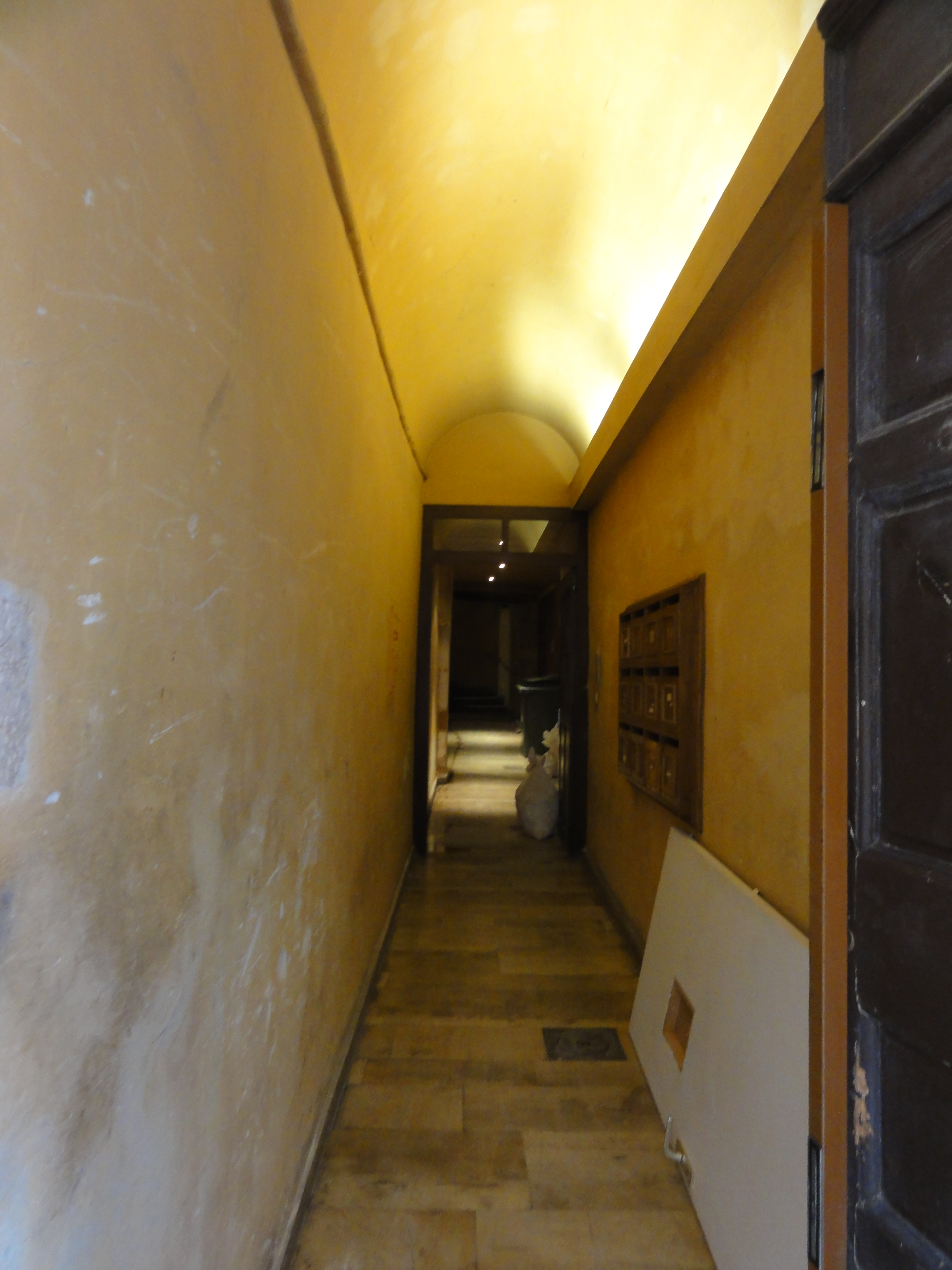
Лионская трабуль
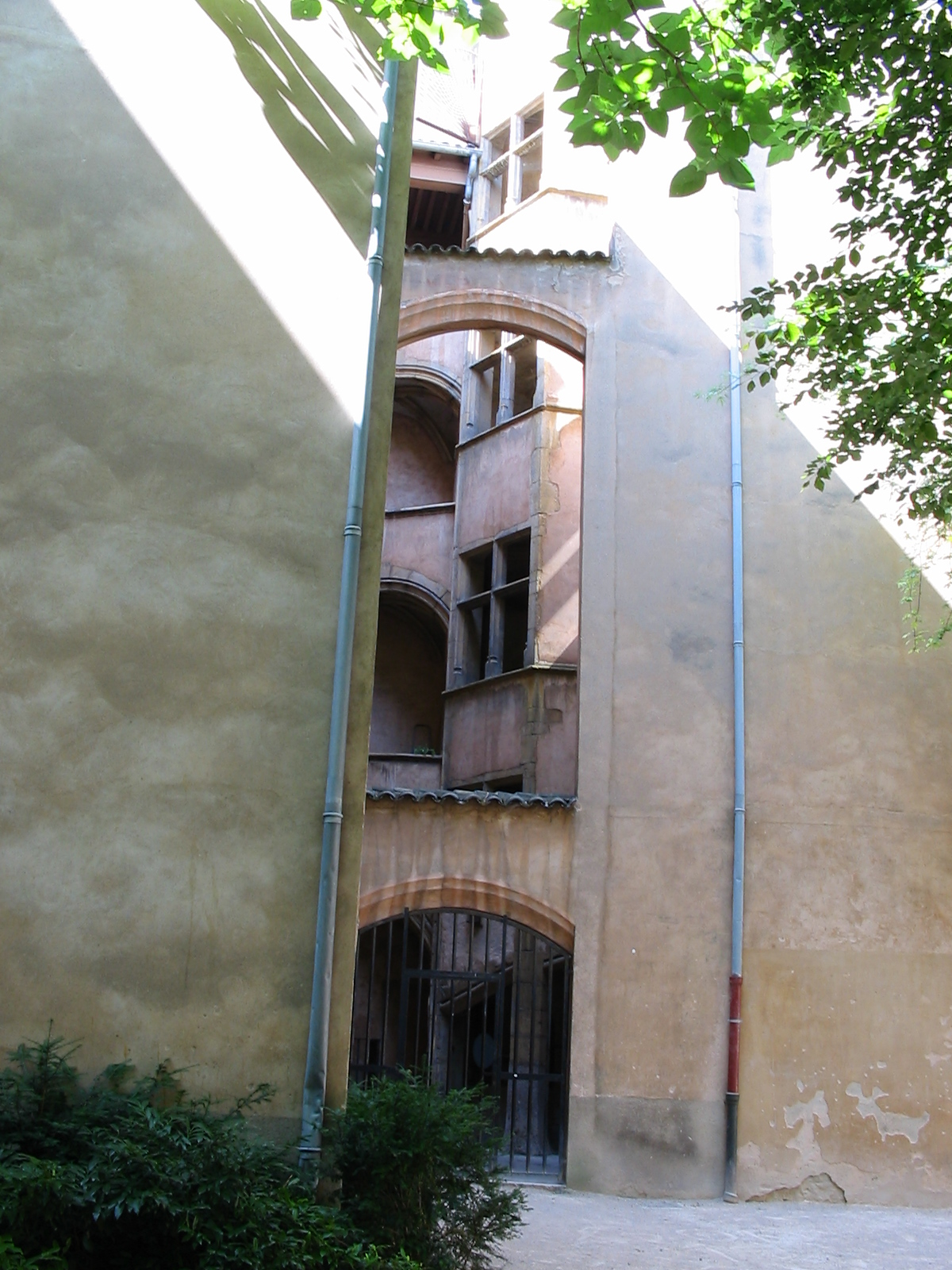
Лионская трабуль